# Промсорт-Калуга
«Промсорт-Калуга» — российский электрометаллургический завод, построенный группой Новолипецкого металлургического комбината в 2006—2012 годы в индустриальном парке «Ворсино» на севере Калужской области. Основная продукция — арматура в прутках и бунтах, метизы, катанки, фасоны и конструкционный прокат из рядовых и качественных марок сталей. Производственный потенциал — до 1,5 млн тонн стали и 0,9 млн тонн проката в год.
Размер инвестиций составил 38 млрд руб. Генеральный подрядчик строительства — турецкая компания «Гама». Проектное наименование — «Калужский научно-производственный электрометаллургический завод», в 2012 году получил название «НЛМК-Калуга». Пущен в июле 2013 года, на открытии присутствовали премьер-министр Дмитрий Медведев, губернатор Калужской области Анатолий Артамонов, основной собственник НЛМК Владимир Лисин.
В сентябре 2023 года завод (наряду с некоторыми другими активами НЛМК) продан компании «Промсорт» Евгения Зубицкого (бывшая «Тулачермет-Сталь») и переименован в «Промсорт-Калуга».